# Hipogeu Macià i Roca
L'Hipogeu Macià i Roca és un sepulcre del municipi de Lloret de Mar (Selva) que forma part de l'Inventari del Patrimoni Arquitectònic de Catalunya. Aquest hipogeu està situat al marge esquerre del passeig central del cementiri de Lloret de Mar i està fet amb pedra de Montjuïc (Barcelona).

## Descripció
Està format per un hipogeu exempt, una làpida indicativa situada davant i una reixa de ferro forjat que l'envolta. Estilísticament s'emmarca en el revival goticista i l'historicisme. És una petita arquitectura, a manera de reliquiari, amb quatre pinacles sobre un podi de quatre pilastres amb capitell, rematada amb una creu sobre un pincle central. Un dels pinacles, el que dona al passeig central, presenta la figura d'un àngel amb les ales desplegades i les mans creuades al pit portant una trompeta (de les del judici final). La làpida, aïllada de l'escultura, és de base rectangular, té una ornamentació vegetal i heràldica i conté la llegenda: Família Macià Roca, Any 1907.
Pel que fa al conjunt del cementiri de Lloret de Mar, és reconegut per oferir un dels conjunts d'escultura funerària modernista més importants del país. El cementiri s'articula al voltant l'avinguda Principal i la de Sant Josep (lateral esquerra). El conjunt de sepultures més interessants, la majoria de les quals estan realitzades amb pedra de Montjuïc (Barcelona) o de Girona, i amb marbre, en alguns casos de Carrara (Itàlia), són les sepultures ricament esculpides dels rics lloretencs: indianos que havien arribat de fer fortuna, metges, notaris i rendistes. Hi ha obres projectades pels arquitectes Bonavenutura Conill i Montobbio (1876-1946), Vicenç Artigues i Albertí (1876-1963), Josep Puig i Cadafalch (1862-1957) i Antoni M. Gallissà (1861-1903); i esculpides, entres d'altres, per Ismael Smith i Marí (1886-1972).

## Història
Segons Rosa Alcoy, aquest projecte és anònim i construït el 1907. Fou propietat de Reparada Roca Port morta l'any 1913, la seva filla Margarida estava casada amb Josep Macià i Mataró (família Macià Roca). Sembla que el projecte original tenia un enreixat diferent i incloïa més figures sota els pinacles, és a dir, més àngels que es van reduir a un, el que dona al passeig. Pel que fa al cementiri, les primeres referències d'un nou cementiri són de 1874, però oficialment es va començar a tractar la necessitat de construir un nou cementiri més allunyat de la vila l'any 1891. El terreny escollit fou el lloc anomenat Mas d'en Bot, al costat de l'Ermita de Sant Quirze i que pertanyia al Sr. Salvador Bianchi. Les obres van començar el 1896-1899 i van acabar el 1901. La capella es va acabar el 1903, i fou construïda per Joan Soliguer. Pel que fa als panteons i hipogeus de primera classe, aquests varen ser encomanats majoritàriament a arquitectes. Els projectes dels panteons i hipogeus del nou cementiri foren d'A M. Gallissà, J. Puig i Cadafalc, V. Artigas i Albertí, B. Conill i Montobbio i R. M. Ruidor.